# Supersypnoides simplex
Supersypnoides simplex là một loài bướm đêm trong họ Noctuidae.